# کافکا (فیلم)
کافکا (انگلیسی: Kafka) فیلمی در ژانر معمایی و مهیج به کارگردانی استیون سودربرگ است که در سال ۱۹۹۱ منتشر شد. این فیلم در ظاهر کاری زندگینامه‌ای بر اساس زندگی فرانتس کافکا است که مرز بین واقعیت و ادبیات کافکا را تار کرده و فضایی کافکایی ایجاد می‌کند.
کافکا به فیلمی کالت بدل گشته‌است و با فیلم‌هایی همچون برزیل تری گیلیام و ناهار عریان دیوید کراننبرگ مقایسه می‌شود که در هر سه فیلم ایان هولم بازی کرده‌است.

## داستان
این فیلم که در پراگ در سال ۱۹۱۹ رخ می‌دهد داستان یک کارمند بیمه را روایت می‌کند که پس از مرگ یکی از همکارانش درگیر گروهی زیرزمینی می‌شود. این گروه زیرزمینی که مسئول بمباران در تمام شهر است، تلاش می‌کند که مانع سازمانی مخفی بشود که رویدادهای مهم جامعه را کنترل می‌کند. وی در نهایت برای مواجهه با آن‌ها به این سازمان مخفی نفوذ می‌کند.

## بازیگران
- جرمی آیرونز - آقای کافکا
- ترزا راسل - گابریلا
- ایان هولم - دکتر مورنائو
- جوئل گری - آقای برگل
- یرون کرابه - آقای بزلبک
- آرمین مولر-اشتال - بازرس گروبک
- الک گینس - سردبیر

## بازخورد
کافکا با نقدهای متفاوتی از سوی منتقدان مواجه شد. تا آوریل ۲۰۱۶ این فیلم در راتن تومیتوز طبق بیست و پنج نقد امتیاز ۵۷ درصد را کسب کرده‌است.